# Bartel Wielki
Bartel Wielki is een plaats in het Poolse district  Starogardzki, woiwodschap Pommeren. De plaats maakt deel uit van de gemeente Kaliska en telt 130 inwoners.